# Stryx
Stryx va ser un programa televisiu italià de varietats setmanal en sis episodis, emès per la Rai el diumenge al vespre al Rete 2 (avui Rai 2) del 15 d'octubre al 19 de novembre de 1978, ideat i escrit per Alberto Testa, Enzo Trapani i Carla Vistarini.
Es va enregistrar un setè episodi, programat per al diumenge 26 de novembre de 1978, però mai es va emetre. El vídeo continua present als arxius de Rai i presenta material ja vist als episodis anteriors, a excepció de la peça Discoquando de Tony Renis, per a la qual es va fer un vídeo especial amb una coreografia del cos de ball del programa.
El programa deu el seu nom "stryx" a la corrupció del terme llatí strix, o sia Mussol comú/Gamarús eurasiàtic (strix/strigis); terme que també indicava el llegendari animal estirg; en alguns dialectes italians, en particular a la zona del Vènet-Friül, el terme a l'època medieval, transformat en "striae", indica les bruixes del bosc i de les cavernes.
El contenidor escenogràfic està concebut de fet com una caverna mefistotèlica, a l'interior de la qual es mouen elfs, cabirols, diables, sacerdotesses paganes mig nues i fascinants bruixes.

## El projecte
Tant innovador com introvertit, Stryx va néixer en el període següent a la reforma Rai del 1975, quan, es va introduir el color oficialment a partir de l'1 de febrer de 1977, després de sis anys d'experimentació, i pel fet que el servei públic depenia del Parlament i no pas del govern, que apostava més per la innovació i l'exploració de nous llenguatges de comunicació en comptes del perfil familiar i conservador de la Rete 1 democristiana. El director Enzo Trapani el concep amb absoluta llibertat expressiva (cultural i sexual)
El grup de producció, format per Alberto Testa, Carla Vistarini i el mateix Trapani, elabora un projecte enormement provocador i audaç per a l'època al voltant del binomi satanisme-erotisme, construït sobre la tradició medieval, la superstició,cultes pagans. paneuropeu i escenificat mitjançant escenografies de gran impacte visual i cromàtic (d'Ennio Di Maio), vestits descarats (creats per Gianna Sgarbossa) sovint alternats amb la nuesa femenina velada o fins i tot ostentosa, efectes visuals de fort impacte i personatges de gran talent, perfectament seleccionats i adaptats al paper a interpretar (alguns d'ells al començament de la seva carrera); tot això es contextualitza dins d'un context ocult i pagà, en què predomina un satanisme divertit, culte orgiàstic, l'excés cinètic i cromàtic, amb exposició física de la bellesa femenina.
L'elecció dels intèrprets sembla coherent amb la filosofia de la transmissió, alternant cantants amb forta ambigüitat sexual (Grace Jones, Amanda Lear o Anna Oxa en ple període andrògic) smb intèrprets sofisticats (Patty Pravo, Mia Martini) o sensuals i exòtics (Gal Costa, Asha Puthli) i reunint sons medievals nobles i lleugers (oferts per un molt jove Angelo Branduardi) amb els màxims exponents del cosmo sound dels Rockets, aleshores de moda; a la caòtica cova de Stryx també hi havia Ombretta Colli en el paper de Ludmilla, una bruixa retirada del fort accent bolonyès i incapaç de transformar correctament el gripau Franz en príncep (obtenint sempre resultats diferents, com un bomber o comptable, interpretat per Walter Valdi), un mímic hàbil (el japonès Hal Yamanouchi) i el màgic napolità Gianni Cajafa que suggereix als espectadors com interpretar les cartes, les deixalles del cafè i la manera de fugir de la maledicció.
Des del punt de vista de la tecnologia disponible en aquell moment, es fa un ús massiu de llums estroboscòpiques, d'efluvis de gel sec (efectes manllevats del fenomen música disco, en aquell període en plena esplendor) i del croma, a través del qual molts personatges són superposats a fons gràfics molt elaborats, coherents amb la narració o l'exposició en curs. A més, la configuració orgiàstica permet al director l'ús gratuït de cossos nus i vestits llampants perfectament adaptats a les possibilitats cromàtiques que ofereixen als nous televisors usats pel públic.

## Suspensió del programa
'Stryx es va suspendre amb una entrega anticipada, tant a causa d'una ferotge controvèrsia –desenvolupada dins del propi Rai– per l'audàcia dels temes tractats, com per les nombroses trucades telefòniques de protesta dels espectadors als directius de l'empresa, pertorbats pel clima diabòlic (encara que òbviament irònic) i per l'ostentació del nu femení: de fet es va passar dels sacrificis humans (de verges) al pit nu de nombroses ballarines (entre els quals, en l'acrònim inicial, la ja esmentada Barbara D'Urso), i a un declasrat culte pagà als follets i dimonis. La transmissió deu el seu èxit (i la memòria entre els fans) a la innovació visual i cultural introduïda en el calendari del temps, però ja caracteritzada per nous usos del mitjà televisiu i interessants intents d'experimentació (L'altra domenica, Odeon. Tutto quanto fa spettacolo, Non stop, etc.).
Enzo Trapani tornarà a presentar un format similar un any després, C'era due volte, en que Ilona Staller narra els contes més famosos, afegint, però, un final inèdit i revolucionari (el príncep de la Ventafocs es casa amb un de les dues germanastres, el cavaller de la bella dorment del bosc beu la poció i s'adorm al costat de la seva estimada, etc.) Trapani, doncs, persisteix en experimentar i elaborar temes onírics i imaginatius, afegint aquell toc personal de provocació atrevida ja mostrat a Stryx: també en aquest cas, gràcies a l'ús de la Staller, en aquell moment ja consolidada com a estrella del porno, el programa desencadena controvèrsies i conflictes a Rai per retardar primer l'emissió, i després provocar una altra interrupció anticipada.

## Protagonistes
- Tony Renis - Filoconductor
- Angelo Branduardi - Folletto
- Amanda Lear - Sexy Stryx
- Anna Oxa - Stereo Stryx
- Asha Puthli - Indian Stryx
- Gal Costa - Stryx Do Brasil
- Grace Jones - Rumstryx
- Mia Martini - Gipsy Stryx
- Patty Pravo - Subliminal Stryx
- Ombretta Colli - Ludmilla, strega alla camomilla
- Walter Valdi - il rospo Franz
- Rockets - Cosmodiavoli
- Gianni Cajafa - Furcas, Console Anti-fattura
- Bruno Fusco - primer ballerí
- Anna Cuculo - ballerina